# Dinastia Qin

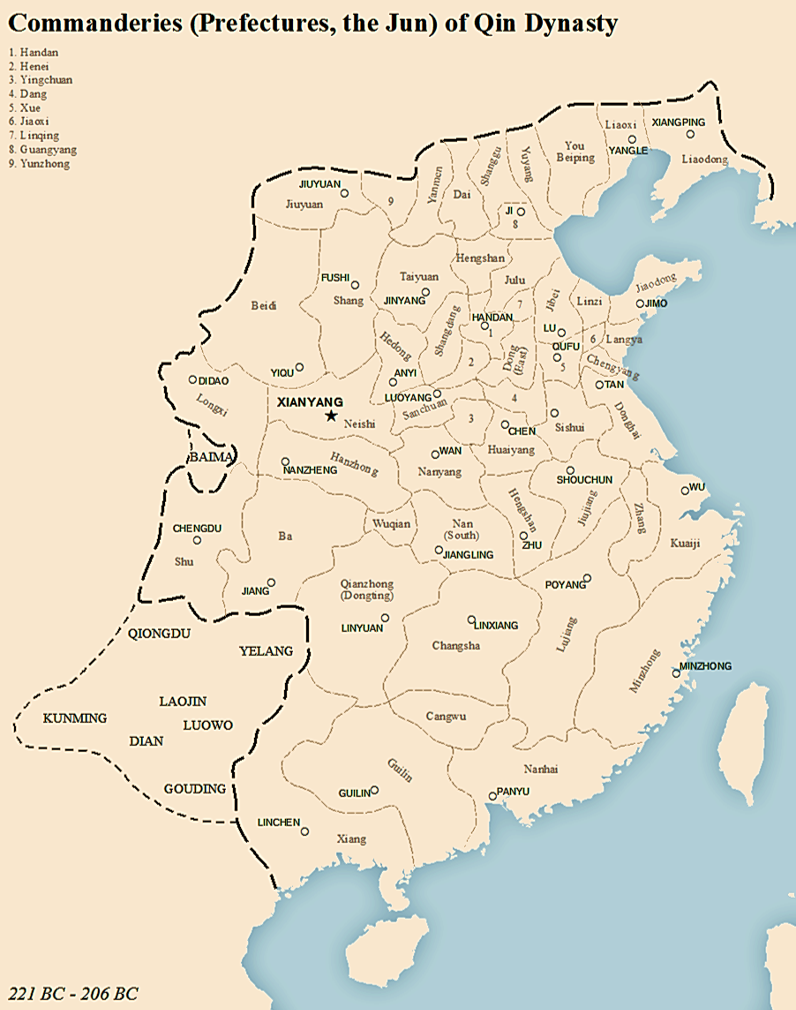
Territorio della dinastia Qin.

La dinastia Qin (cinese: 秦朝; pinyin: Qín Cháo) regnò in Cina dal 221 a.C. al 206 a.C. Fu preceduta dalla dinastia Zhou (e anche dal Periodo degli Stati Combattenti) e seguita dalla dinastia Han. L'unificazione della Cina nel 221 a.C. sotto il primo imperatore Qin Shi Huangdi segnò l'inizio della Cina imperiale, che sarebbe perdurato per almeno duemila anni, fino alla caduta della dinastia Qing nel 1912. La dinastia Qin lasciò in eredità alle dinastie successive una struttura statale centralizzata e burocratica e, al culmine del suo potere, regnò su una popolazione di circa 40 milioni di persone.

## Origini
Prima di diventare dinastia Qin, gli Ying erano stati i sovrani dello Stato di Qin. Secondo lo storico Sima Qian, le origini della dinastia Qin risalivano all'imperatore Zhuanxu, uno dei cinque imperatori leggendari del periodo mitico dei Tre Augusti e Cinque Imperatori. Uno degli antenati della dinastia, Dafei, aveva ricevuto dall'imperatore Shun il cognome di Ying.
Un altro antenato, Feizi, era un allevatore di cavalli per i re Zhou ed aveva ricevuto da questi un feudo a Quanqiu, odierna Tianshui, nella provincia di Gansu. Lo Stato di Qin si sviluppò a partire da questa zona e si espanse con il duca Xiao (361-338 a.C.), che conquistò i territori confinanti, fondò la capitale Xianyang (presso Xi'an) e creò una nuova burocrazia e una nuova legislazione penale secondo i principi legisti di Shang Yang (ca 390 a.C.-338 a.C.).

## Storia

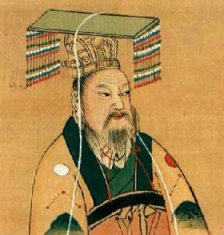
Qin Shihuangdi

Yíng Zhèng, sovrano dello stato di Qin dal 247 a.C. al 221 a.C. fu il primo imperatore della dinastia Qin sotto il nome di Shi Huang Di (cinese: 始皇帝; pinyin: Shǐ Huáng Dì). Il suo regno fu improntato alla filosofia del legismo.
Per difendere l'impero dalle incursioni dei popoli nomadi, soprattutto dagli Xiongnu a nord, furono consolidate le fortificazioni costruite dai vari stati combattenti e collegate in quella che viene considerata la prima Grande muraglia cinese, sebbene quella attuale sia stata in gran parte costruita o ricostruita sotto la dinastia Ming.
Sotto il regno di Shi Huang Di furono portati a termine molti progetti importanti, opere di canalizzazione e costruzione di ponti. Fu costruita una ricchissima tomba per l'imperatore, vicino alla capitale Xianyang, nei pressi dell'attuale Xi'an. Vicino a questa tomba è stato rinvenuto il celebre esercito di terracotta. Tutte queste opere richiesero grandi leve di manodopera e un enorme impiego di risorse.
Nel 213 a.C., istigato dal suo consigliere Li Si, Qin Shi Huangdi dichiarò fuori legge tutte le scuole di pensiero ad eccezione del legismo ed ordinò che tutti i libri fossero bruciati, con la sola eccezione dei trattati tecnici o scientifici. Centinaia di intellettuali che avevano osato protestare furono uccisi brutalmente. L'improvvisa morte di Qin Shi Huangdi, avvenuta nel 210 a.C., spinse il figlio Huhai ad alterare il testamento del padre su consiglio di Li Si e dell'eunuco Zhao Gao, impadronendosi della corona al posto del fratello maggiore Fusu e divenendo il secondo imperatore (二世皇帝 Èr Shì Huángdì).
Così, una serie di rivolte scoppiarono in tutto l'impero. Il potere di Zhao Gao era cresciuto progressivamente, indebolendo sempre di più l'autorità del nuovo imperatore. Alla fine, Zhao Gao fece uccidere l'imperatore, che non lasciò eredi. Zhao Gao mise quindi sul trono il figlio di Fusu, Ziying. Nel 207 a.C. l'esercito Qin fu sconfitto dai ribelli. Mentre continuavano gli scontri fra i regni di Han e di Chu per il controllo della Cina, Ziying fece uccidere Zhao e si arrese a Liu Bang (劉邦) nel dicembre 207 a.C.

## Sovrani della dinastia Qin
| Nome postumo / titolo                                                                    | Cognome e nome                    | Durata del regno  |
| ---------------------------------------------------------------------------------------- | --------------------------------- | ----------------- |
| Convenzione: "Qin" + nome postumo                                                        |                                   |                   |
| Shi Huangdi (始皇帝 Shǐ Huángdì)                                                         | Ying Zheng (嬴政 yíng zhèng)      | 246 a.C.–210 a.C. |
| Er Shi Huangdi (二世皇帝 Èr Shì Huángdì)                                                 | Ying Huhai (嬴胡亥 yíng hú hài)   | 209 a.C.–207 a.C. |
| Ziying è spesso identificato col nome o come Qin Wang Ziying (秦王子嬰 qín wáng zi yīng) |                                   |                   |
|                                                                                          | Ying Ziying (嬴子嬰 yíng zi yīng) | 207 a.C.          |

Nota:

Il re Zhaoxiang di Qin regnava già da 51 anni quando sconfisse la dinastia Zhou. Gli altri sei Stati combattenti erano però ancora indipendenti. Gli storiografi considerano quindi l'anno successivo (il 52º di regno di Zhaoxiang) come continuazione della dinastia Zhou.

Shi Huangdi fu il secondo sovrano cinese a proclamarsi imperatore, dopo la riunificazione della Cina nel 221 a.C. Tale anno è quindi considerato l'anno di inizio della dinastia Qin.